# Žiga Valetič
Žiga Valetič, slovenski pisatelj, scenarist, publicist, prevajalec, grafični oblikovalec, * 29. april 1973, Ljubljana.
Med letoma 1998 in 2006 je prevedel več knjig mistične poezije, pozneje pa napisal nekaj knjig s tematiko samomora. Leta 2013 je bil z romanom Optimisti v nebesih nominiran za nagrado Mladinske knjige Modra ptica. Je soavtor nekaj dokumentarnih filmov in scenarist. Piše publicistične tekste s področja popularne kulture in umetnosti (glasba, strip, literatura, kultura okoljevarstva). Kot grafični oblikovalec je za slovenske založbe (UMco, Ciceron, Iskanja, Primus, Educa, Gnostica, Alpha Center, Zavod za šolstvo RS itd.) opremil več sto knjižnih del različnih zvrsti.

### Mladinska dela
- Srce kamna (2004, pravljični roman)
- Gugalnica (2013, scenarij za stripovski roman)
- Dedek Mraz in Legenda o Snežiki (2016)
- SuperVid, 1. epizoda: Past v razredu (2022)

### Roman
- Iskalec izvorov (2005, esejistični roman)
- Tunel, trgovina s samomorilskimi pripomočki (2008)
- Optimisti v nebesih (2014)

### Humoristična dela
- Almanah Humornik (2009, soavtor, urednik)
- Humoreske/Seme v jeseni (2010)
- Terapija na kubik (2010, blizu 2012 šal o religiji, psihoterapiji in ezoteriki)
- Tao nogometa (2010)

### Stvarna literatura, esejistika
- Samomor: večplastni fenomen (2009)
- Ekozofija (2010, pesniško-esejistični slovar)
- Smeh in smrt (2015; eseji o karikaturi, ilustraciji, stripu in samomoru)
- 80ta: desetletje mladih (2018; slovenski pop-rock)
- Nomadi med platnicami (2022; avtobiografsko o delu s knjigami)

### Strip in stripovska esejistika
- Gugalnica (2013, scenarij za stripovski roman)
- Strip vrača udarec! (2022, knjiga o slovenskih stripih daljšega formata)
- Avtocesta / Trije tedni v septembru (2022, knjiga in dva spletna stripa)

### Poezija
- Plodno sonce (2003)
- Resnica dreves (2017)

### Prevodi
- John Heider: Tao vodenja (1998, mistična poezija)
- Kahlil Gibran: Nori mož (1998, mistična poezija)
- Rumi: Zakladi duše (2004, mistična poezija)
- Kabir: ogledalo srca (2005, mistična poezija)
- Upanišade (2006, mistična poezija)
- Smeh in kladivo: O režimih, ki so pocrkali od smeha (2010, soprevajalec knjige Bena Lewisa)

## Filmografija

### Dokumentarni filmi
- Burkež Pavliha Arhivirano 2014-11-29 na Wayback Machine. (2012, scenarist in sogovornik)
- Ko črte govorijo Arhivirano 2014-11-29 na Wayback Machine. (2012, scenarist in sogovornik)
- Svet edincev (2016, scenarist in režiser)

### Igrani filmi
Štiri stvari, ki sem jih hotel početi s tabo (2016, TV Slovenija)